# Арндт, Майкл
Майкл Арндт (англ. Michael Arndt) — американский сценарист. Наиболее известен как автор сценариев к фильмам: «Маленькая мисс Счастье» (2006), «История игрушек: Большой побег» (2010) и «Звёздные войны: Пробуждение силы» (2015).

## Биография
Арндт родился в Маклайне, Виргинии. Отец Арндта был членом дипломатической службы, и в результате он жил в разных странах, включая Шри-Ланку и Индию; он также жил в Виргинии кое-какое время. Арндт окончил среднюю школу Лэнгли в Маклайне, а также учился в школе Потомак. Он окончил школу искусств Тиш при Нью-Йоркском университете.
Арндт был читателем сценариев некоторое время, и был личным помощником актёра Мэттью Бродерика до конца 1999 года, когда он решил писать сценарии. Его брат-близнец, Дэвид, является профессором колледжа св. Марии в Калифорнии.
Арндт выиграл премию «Оскар» за лучший оригинальный сценарий за фильм «Маленькая мисс Счастье» и был номинирован за лучший адаптированный сценарий за «Историю игрушек 3». Благодаря этому, Арндт стал первым сценаристом, который был номинирован на обе премии «Оскар» как за лучший оригинальный сценарий, так и за лучший адаптированный сценарий за свои первые два сценария.
Его также указывают под псевдонимом Майкл деБруин (англ. Michael deBruyn), который в основном используется в первых вариантах сценариев.

## Карьера сценариста
"Я подумал, что я наверно напишу 50 сценариев в моей жизни. Из тех 50, я подумал, что может пять будут спродюсированы, и что может один или два будут успешными. Поэтому я всегда ожидал, что я напишу по крайней мере один успешный фильм в моей жизни. [...] Всё, как оно сложилось, было своего рода закона Мерфи, только наоборот—я не ожидаю такой опыт снова в ближайшее время."
Арндт написал первый набросок сценария «Маленькой мисс Счастье» за три дня между 23—26 мая 2000 года. От этого первоначального наброска, он сделал около 100 правок в течение года, запрашивая вклад от друзей и семьи. Арндт думал самому стать режиссёром «малобюджетного приложения DV», волнуясь, что его сюжет был «слишком маленьким и „независимым“, чтобы получить реальное внимание от Голливуда». Однако, после того, как Endeavor Talent Agency прочитало сценарий в июле 2001 года, продюсеры Альберт Бергер и Рон Йеркса впоследствии дали сценарий режиссёрам рекламы и музыкальных видеоклипов, Джонатану Дэйтону и Валери Фэрис, которые сразу же были привлечены к проекту.
Дэйтон и Фэрис были назначены продюсером Марком Тёртлтаубом, который приобрёл сценарий Арндта за $250 000 21 декабря 2001 года.
Проект был подобран на Focus Features, где он был в различных стадиях подготовки в течение примерно трёх лет. За это время, Арндт был уволен, когда он возразил против централизации истории на Ричарде Гувере (в исполнении Грега Киннира в фильме), только его потом опять наняли в течение месяца после того, как новый сценарист, нанятый Focus, покинул проект. Арндт возобновил работу над сценарием, которая продолжалась на протяжении всего производства и пост-продакшна: «Финальная сцена фильма […] была написана и снята примерно за восемь недель до [премьеры фильма на кинофестивале „Сандэнс“ 20 января 2006 года]» — сказал он.
Вслед за его выпуском в кинотеатрах 18 августа 2006 года, «Маленькая мисс Счастье» выиграла множество призов и наград. Арндт выиграл множество наград за лучший оригинальный сценарий за «Маленькую мисс Счастье», от Академии кинематографических искусств и наук, Британской академии кино и телевизионных искусств и Гильдии сценаристов США. Он позже был приглашён в Академию кинематографических искусств и наук.
Арндт начал сотрудничать с Ли Анкричем и другими сотрудниками Pixar над сценарием для «Истории игрушек 3» в 2006 году, работая от обработки плёнки Эндрю Стэнтона, который был одним из сценаристов двух предыдущих фильмов серии. Он был номинирован на премию «Оскар» за лучший адаптированный сценарий за работу над «Историей игрушек 3», и стал первым сценаристом, который был номинирован на две премии «Оскар» за лучший оригинальный сценарий и лучший адаптированный сценарий за свои первые два сценария.
Арндт был одним из сценаристов, которые написали свои версии сценариев к фильму «Люди в чёрном 3».
Арндт написал сценарий к продолжению «Голодных игр», «Голодные игры: И вспыхнет пламя», основанному на одноимённом романе бестселлере Сьюзен Коллинз.
В ноябре 2012 года, Арндта объявили сценаристом фильма «Звёздные войны: Пробуждение силы». В октябре 2013 года, было объявлено, что сценарист Лоуренс Кэздан и режиссёр Дж. Дж. Абрамс переписывали сценарий Арндта.

## Сценарная фильмография
| Год  | Название                         | Примечания |
| ---- | -------------------------------- | --- |
| 2006 | Маленькая мисс Счастье           | Премия «Оскар» за лучший оригинальный сценарий Премия BAFTA за лучший оригинальный сценарий Премия «Независимый дух» за лучший дебютный сценарий Премия кружка кинокритиков Канзаса за лучший оригинальный сценарий Премия общества кинокритиков Финикса за лучший оригинальный сценарий Премия Гильдии сценаристов США за лучший оригинальный сценарий Номинация-Премия сообщества кинокритиков Чикаго за лучший оригинальный сценарий Номинация-Премия Лондонского кружка кинокритиков как сценарист года |
| 2010 | История игрушек: Большой побег   | Номинация-Премия «Оскар» за лучший адаптированный сценарий Номинация-Премия «Энни» за сценарий в полнометражном мультфильме Номинация-Премия BAFTA за лучший адаптированный сценарий Номинация-Премия Брэдбери Номинация-Премия выбора кинокритиков за лучший сценарий Номинация-Премия сообщества кинокритиков Чикаго за лучший адаптированный сценарий Номинация-Премия «Хьюго» за лучшую постановку в крупной форме Номинация-Премия общества кинокритиков Сан-Диего за лучший оригинальный сценарий Номинация-Премия «Спутник» за лучший оригинальный сценарий Номинация-Премия «Сатурн» за лучший сценарий Номинация-Премия Scream за лучший сценарий |
| 2012 | Храбрая сердцем                  | Только дополнительный сценарный материал |
| 2013 | Обливион                         | Как Майкл деБруин |
| 2013 | Голодные игры: И вспыхнет пламя  | Как Майкл деБруин Номинация-Премия Брэдбери Номинация-Премия «Хьюго» за лучшую постановку в крупной форме |
| 2015 | Головоломка                      | Только дополнительный сюжетный материал |
| 2015 | Прогулка по лесам                | Как Рик Керб |
| 2015 | Звёздные войны: Пробуждение силы | |

## Статьи и публикации
- Сценарист фильма "Маленькая мисс Счастье" напишет новые "Звездные войны" // Face News : интернет-портал. — 2012. — 12 ноября.